# Jedni a druzí
Jedni a druzí (v originále Les Uns et les Autres) je francouzský hraný film z roku 1981, který režíroval Claude Lelouch podle vlastního scénáře. Snímek měl světovou premiéru 27. května 1981.

## Děj

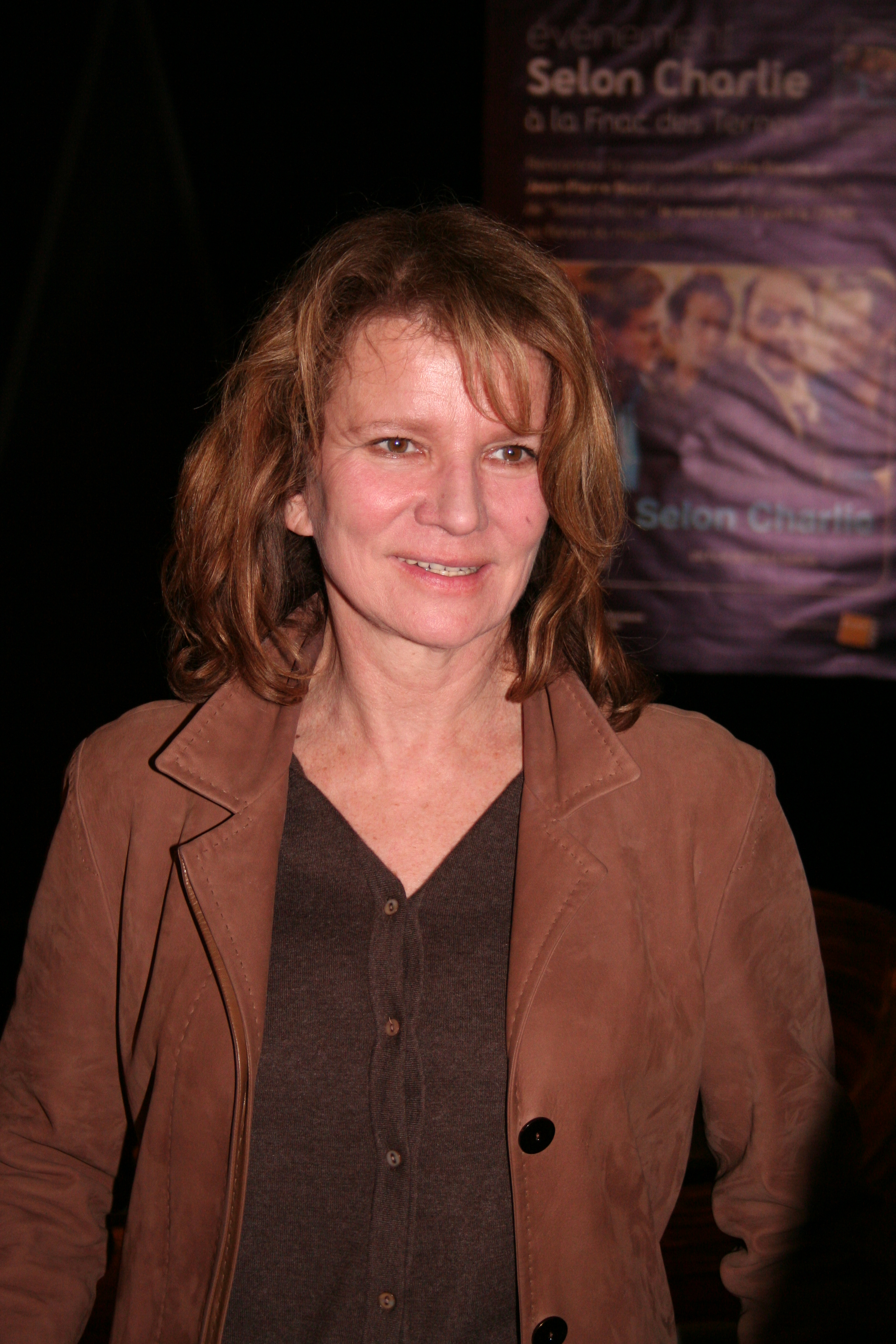
Představitelka Anne Meyer, Nicole Garcia

Film sleduje příběh tří generací spojených láskou k hudbě a tanci od meziválečného období až do 80. let 20. století ve čtyřech zemích: Francie, Německo, Rusko a Spojené státy americké. Čtyři příběhy se spojují v závěrečné scéně během koncertu v Paříži.
Ruská rodina: příběh začíná v roce 1936 v Moskvě. Tatiana tančí Ravelovo Bolero před porotou, která vybírá první tanečnici pro Velké divadlo. Člen poroty Boris Itovitch se do ní zamiluje. Tatiana selže, ale provdá se za Borise. Vypuká válka, ve které Boris zahyne. Jejich syn Sergej se stane skvělým tanečníkem.
Francouzská rodina: houslistka z Folies Bergère Anne se zamiluje do nového pianisty orchestru Simona. Vezmou se a mají dítě Davida. Ale Anne a Simon jsou Židé a za okupace jsou deportováni. Když jsou ve vlaku odjíždějícím do vyhlazovacího tábora, Simona napadne, nechat syna na vlakové zastávce se jménem, adresou a nějakými penězi. Po válce se Anne vrací sama z tábora a Davida nenachází. Zbytek života stráví jeho hledáním, pravidelně chodí na železniční trať, kde ho nechali, dokud se nezblázní.
Německá rodina: v Berlíně před válkou hraje Karl Kremer před Führerem Beethovenovu Sonátu měsíčního svitu. Ten mu srdečně blahopřeje a později mu svěří hudbu okupačních vojsk v Paříži. Tato nacistická minulost ho pronásleduje po zbytek jeho života.
Americká rodina: Jack Glenn diriguje jazzovou kapelu a je ženatý s Francouzkou Suzanne, se kterou má dvě děti, Jasona a Sarah. Během války odejde dirigovat orchestr v armádě pro vojáky.

## Obsazení
| Robert Hossein           | Simon Meyer / Robert Prat         |
| Nicole Garcia            | Anne Meyer                        |
| Geraldine Chaplinová     | Suzanne Glenn / Sarah Glenn       |
| James Caan               | Jack Glenn / Jason Glenn          |
| Daniel Olbrychski        | Karl Kremer                       |
| Macha Méril              | Magda Kremer                      |
| Jorge Donn               | Boris a Sergei Itovitch           |
| Rita Poelvoorde          | Tatiana Itovitch / Tania Itovitch |
| Georges Rabol            | šéf francouzského orcherstru      |
| Jean-Claude Bouttier     | Philippe Rouget                   |
| Évelyne Bouix            | Évelyne / Édith                   |
| Paul Préboist            | dědeček Édith                     |
| Marthe Villalonga        | babička Édith                     |
| Fanny Ardant             | Véronique                         |
| Éva Darlan               | Éva                               |
| Jacques Villeret         | Jacques                           |
| Geneviève Mnich          | Jeanne, Jacquesova matka          |
| Richard Bohringer        | Richard                           |
| Francis Huster           | Francis                           |
| Raymond Pellegrin        | pan Raymond                       |
| Jean-Claude Bouttier     | Michel Rouget, boxer              |
| Jean-Claude Brialy       | ředitel kabaretu Lido             |
| Nicole Croisille         | Nicole Croisille                  |
| Ginette Garcin           | Ginette                           |
| Jean-Pierre Kalfon       | Antoinův otec                     |
| Louise Chevalier         | ošetřovatelka Antoinova otce      |
| Alexandra Stewart        | Alexandra                         |
| Feodor Atkine            | Alexis                            |
| Manuel Gelin             | Patrick Prat                      |
| Candice Patou            | Candice                           |
| Maïa Simon               | sestra Antoinova otce             |
| Anne Caudry              | dcera Évy                         |
| Jean-Claude Bourbault    | závorář                           |
| Nicole Daresco           | Gina                              |
| Bernard-Pierre Donnadieu | zástupce Červeného kříže (UNICEF) |
| Andy Fenwick             | Jack Glenn jako dítě              |
| Charles Gérard           | Charlot                           |
| Francis Lai              | harmonikář                        |
| Sharon Stoneová          | přítelkyně Jacka Glenna           |
| Hattie Winston           | služka u Glennových               |

## Ocenění
- Filmový festival v Cannes: oficiální výběr
- César: nejlepší film, nejlepší filmová hudba (Michel Legrand a Francis Lai), nejlepší zvuk (Harald Maury) a nejlepší střih (Hugues Darmois a Sophie Bhaud)